# 茶银耳
茶银耳（学名：Tremella foliacea），又称为茶耳，是属于银耳目银耳科银耳属的一种真菌，单生、散生、群生于阔叶林中的栎树等阔叶树倒木上。该种分布于大洋洲、北美洲、亚洲、欧洲、南美洲。